# Ivan Gorjup (politik)
Ivan Gorjup, slovenski gospodarstvenik in politični delavec, * 11. januar 1859, Prosek, Avstro-Ogrska, † 30. maj 1936, Ljubljana, Kraljevina Jugoslavija.

## Življenje in delo
Osnovno šolo je končal v rojstnem kraju. Leta 1880 se je poročil in preselil na Opčine, kjer je imel hotel. Po očetovem zgledu se je vključil v krog društva Edinost ter bil v letih 1893, 1897, 1900 in 1906 izvoljen v tržaški občinski svet. Boril se je za pravice Slovencev. Bil je tudi odbornik in dve leti predsednik društva Edinost. Leta 1894 je sodeloval pri ustanovitvi tržaške Kmetijske družbe in bil več let njen predsednik. Bil je tudi odbornik Tržaške hranilnice in posojilnice ter soustanovitelj Jadranske banke in tiskarne Edinost. 